# Klaus Klinckhamer

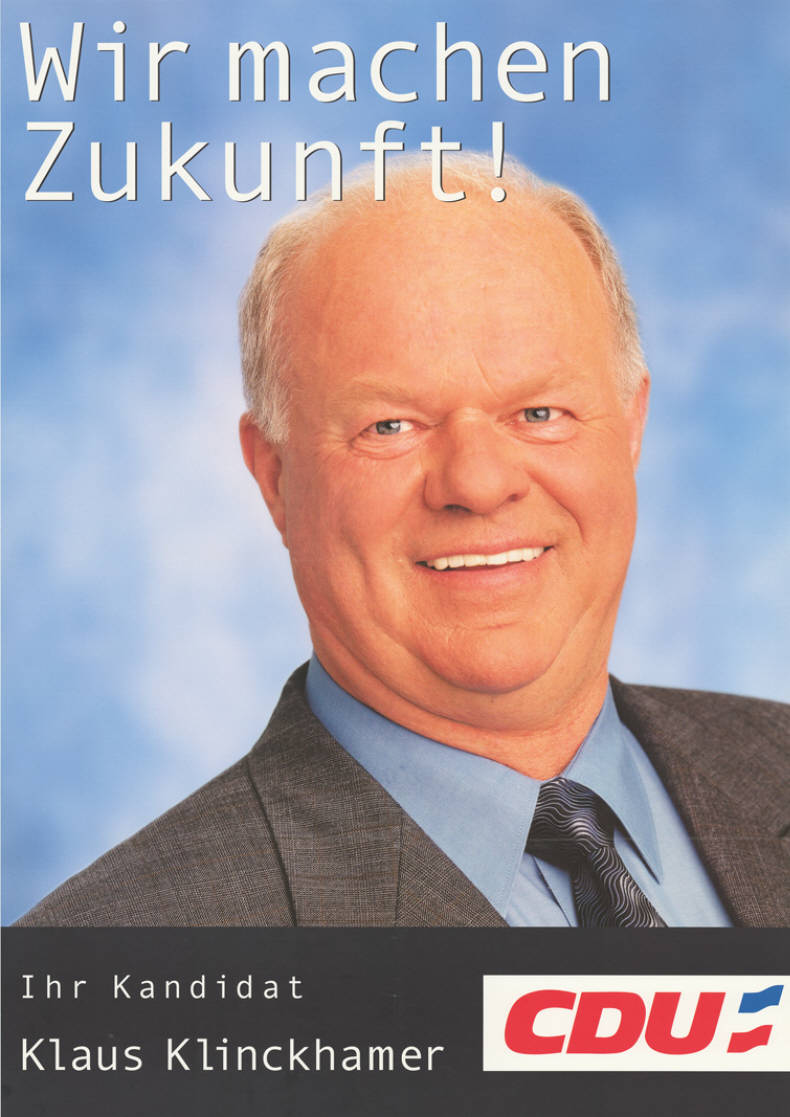
Klaus Klinckhamer auf einem Landtagswahlplakat 2000

Klaus Klinckhamer (* 20. Mai 1944 in Neuratjensdorf) ist ein deutscher Politiker (CDU).
Er war von 2005 bis 2012 Vorsitzender des Umwelt- und Agrarausschusses des schleswig-holsteinischen Landtages.

## Leben und Beruf
Nach der Mittleren Reife absolvierte Klinckhamer eine landwirtschaftliche Lehre. Er besuchte außerdem eine landwirtschaftliche Ingenieurschule, die er 1966 als Agraringenieur beendete. Klinckhamer ist als selbständiger Landwirt tätig.
Klaus Klinckhamer ist verheiratet und hat fünf Kinder.

## Abgeordneter
Klinckhamer gehörte von 1986 bis 1996 dem Kreistag des Kreises Ostholstein an.
Von 2000 bis 2012 war er Mitglied des Landtages von Schleswig-Holstein und ist hier seit 2005 Vorsitzender des Umwelt- und Agrarausschusses. Klinckhamer ist außerdem Fachsprecher der CDU-Landtagsfraktion für die Bereiche Fischerei und Ländliche Räume.
Klaus Klinckhamer zog 2000 über die Landesliste und 2005 als direkt gewählter Abgeordneter des Wahlkreises Oldenburg in den Landtag ein. Bei der Landtagswahl 2005 erreichte er 48,7 Prozent der Erststimmen. Bei der vorgezogenen Landtagswahl in Schleswig-Holstein 2009 wurde er mit 39,6 Prozent der Erststimmen wiedergewählt.

## Öffentliche Ämter
Klinckhamer war von 1974 bis 2012 Bürgermeister der Gemeinde Gremersdorf. Er war von 1986 bis 1998 und erneut von 2003 bis 2013 Amtsvorsteher des Amtes Oldenburg-Land. In den Jahren 1998 bis 2003 war er hier stellvertretender Amtsvorsteher.